# Liste des ministres sud-africains de l'Emploi
Les ministres sud-africains de l'Emploi sont compétents pour tous les sujets relatifs à l'emploi, au chômage, aux assurances chômage, à la sécurité et à la santé au travail.
Le département ministériel du travail a été fondé en 1924 à l'entrée en fonction du gouvernement Hertzog.
Le ministère emploie près de 4000 fonctionnaires et est situé au 215 Francis Baard Street (ex-Schoeman Str) à Pretoria et au 20 Plein Street au Cap. Il dispose de services déconcentrés dans chacun des chefs-lieux des provinces d'Afrique du Sud.

## Liste des ministres sud-africains de l'Emploi (du Travail)
| #   | Nom du ministre                |  | Nom du Ministère                                                             | Période                          | Parti |
| --- | ------------------------------ |  | ---------------------------------------------------------------------------- | -------------------------------- | ----- |
| 1.  | Frederic Creswell              |  | Ministre de l'emploi et des affaires sociales                                | 1924 - 1925                      | LP    |
| 2.  | Thomas Boydell                 |  | Ministre de l'emploi et des affaires sociales                                | 1925 - 1929                      | LP    |
| 3.  | Frederic Creswell              |  | Ministre de l'emploi et des affaires sociales                                | 1929 - 1933                      | LP    |
| 4.  | Adriaan Paulus Johannes Fourie |  | Ministre de l'emploi et des affaires sociales                                | 1933 - 1936                      | NP/UP |
| 5.  | Jan Hendrik Hofmeyr            |  | Ministre de l'emploi et des affaires sociales                                | 1936 - 1938                      | UP    |
| 6.  | Harry Gordon Lawrence          |  | Ministre de l'emploi                                                         | 1938 - 1939                      | UP    |
| 7.  | Walter Madeley                 |  | Ministre de l'emploi et des affaires sociales Ministre de l'emploi           | 1939 - 1943 - 1945               | LP    |
| 8.  | Colin Fraser Steyn             |  | Ministre de l'emploi                                                         | 1946-1948                        | UP    |
| 9.  | Ben Schoeman                   |  | Ministre de l'emploi et des travaux publics                                  | 1948 - 1954                      | NP    |
| 10. | Jan de Klerk                   |  | Ministre de l'emploi et des travaux publics Ministre du travail et des mines | 1954 - 1958 - 1961               | NP    |
| 11. | Alfred Trollip                 |  | Ministre du Travail                                                          | 1961 - 1966                      | NP    |
| 12. | Marais Viljoen                 |  | Ministre du Travail                                                          | 1966 - 1976                      | NP    |
| 13. | Fanie Botha                    |  | Ministre du Travail et de la Main-d’œuvre                                    | 1976 - 1983                      | NP    |
| 14. | Pietie du Plessis              |  | Ministre de la Main-d’œuvre                                                  | 1984 - 1989                      | NP    |
| 15. | Eli Louw                       |  | Ministre de la Main-d’œuvre                                                  | 1989 - 1991                      | NP    |
| 16. | Kobie Coetsee                  |  | Ministre de la Main-d’œuvre                                                  | 4 janvier 1992 - 20 janvier 1992 | NP    |
| 17. | Piet Marais                    |  | Ministre de la Main-d’œuvre                                                  | 20 janvier 1992 - 4 mai 1992     | NP    |
| 18. | Leon Wessels                   |  | Ministre de l'Emploi                                                         | 1992 - 1994                      | NP    |
| 19. | Tito Mboweni                   |  | Ministre du Travail                                                          | 1994-1998                        | ANC   |
| 20. | Membathisi Mdladlana           |  | Ministre du Travail                                                          | 1998-2010                        | ANC   |
| 21. | Mildred Oliphant               |  | Ministre du Travail                                                          | 2010-2019                        | ANC   |
| 22. | Thulas Nxesi                   |  | Ministre du Travail et de l'Emploi                                           | 2019-2024                        | ANC   |
| 23. | Nomakhosazana Meth             |  | Ministre du Travail et de l'Emploi                                           | Depuis le 3 juillet 2024         | ANC   |